# Жулканич Неля Михайлівна
Не́ля Миха́йлівна Жулка́нич (8 жовтня 1971, Ужгород) — українська вчена-історик, дослідниця аграрної історії та соціальноекономічних трансформацій, а також проблем транскордонного співробітництва. Доктор історичних наук, професор, академік вищої школи України з 2012 року за науковим відділенням історії, філософії та українознавства.

## Біографія
Неля Михайлівна Жулканич народилася 8 жовтня 1971 року в Ужгороді. Навчалася в Ужгородському державному університеті, по закінченні якого у 1994 році отримала повну вищу освіту за спеціальністю «Історія». Впродовж 2005—2008 років — докторант Національного педагогічного університету ім. М. П. Драгоманова. З 2002 року працює в Ужгородському національному університеті на посаді асистента, доцента, професора.
У 2004 році захистила кандидатську дисертацію на тему «Сільське господарство Закарпаття: соціально-економічний аспект (друга половина 40-х — 80 роки ХХ ст.)», а у 2010 році — докторську дисертацію на тему «Аграрні перетворення в областях Українських Карпат (друга половина 60-х — рр. ХХ — початок ХХІ ст.)» за спеціальністю «Історія України». Вчене звання доцента по кафедрі європейської інтеграції та економіки присвоєно у 2007 році, вчене звання професора кафедри історії України присвоєно у 2013 році.

## Наукова діяльність
Коло наукових інтересів — дослідження аграрної історії та соціальноекономічних трансформацій в областях Карпатського регіону, в країнах Центральної та Південно-Східної Європи, а також проблем транскордонного співробітництва.
Автор 109 наукових та навчально-методичних праць, зокрема 90 праць у фахових та іноземних наукових виданнях, автор трьох і співавтор восьми монографій. У тому числі монографій:
- «Аграрно-виробничі та соціально-економічні відносини на Закарпатті (1945—1990 рр.)»;
- «Трансформація аграрних відносин в областях Українських Карпат»;
- Посібник «Сторінки історії Ужгородського національного університету».

Співавтор «Нарисів історії Закарпаття» (ІІІ том), академічного видання — монографії «Аграрна політика і макроекономічні відносини в аграрному секторі України» (ІІІ том), монографій «Транскордонне співробітництво в умовах розширення Європейського Союзу на Схід», «Закарпаття 1919—2009 років: історія, політика, культура», «Західна Україна: історико-культурний та етнолінгвістичний аспекти (друга половина ХІХ — ХХІ ст.)»; навчального посібника з історичного краєзнавства «Екскурсії Ужгородом».
Основні лекційні курси: Історія та культура України (новітній час); Сучасна історія та культура України; Дискусійні питання історії України та світу; Аспірантський дослідницький семінар з історії Центрально-Східної Європи.